# Senftenhütte
Senftenhütte is een plaats in de Duitse gemeente Chorin, deelstaat Brandenburg, en telt 181 inwoners (2006).

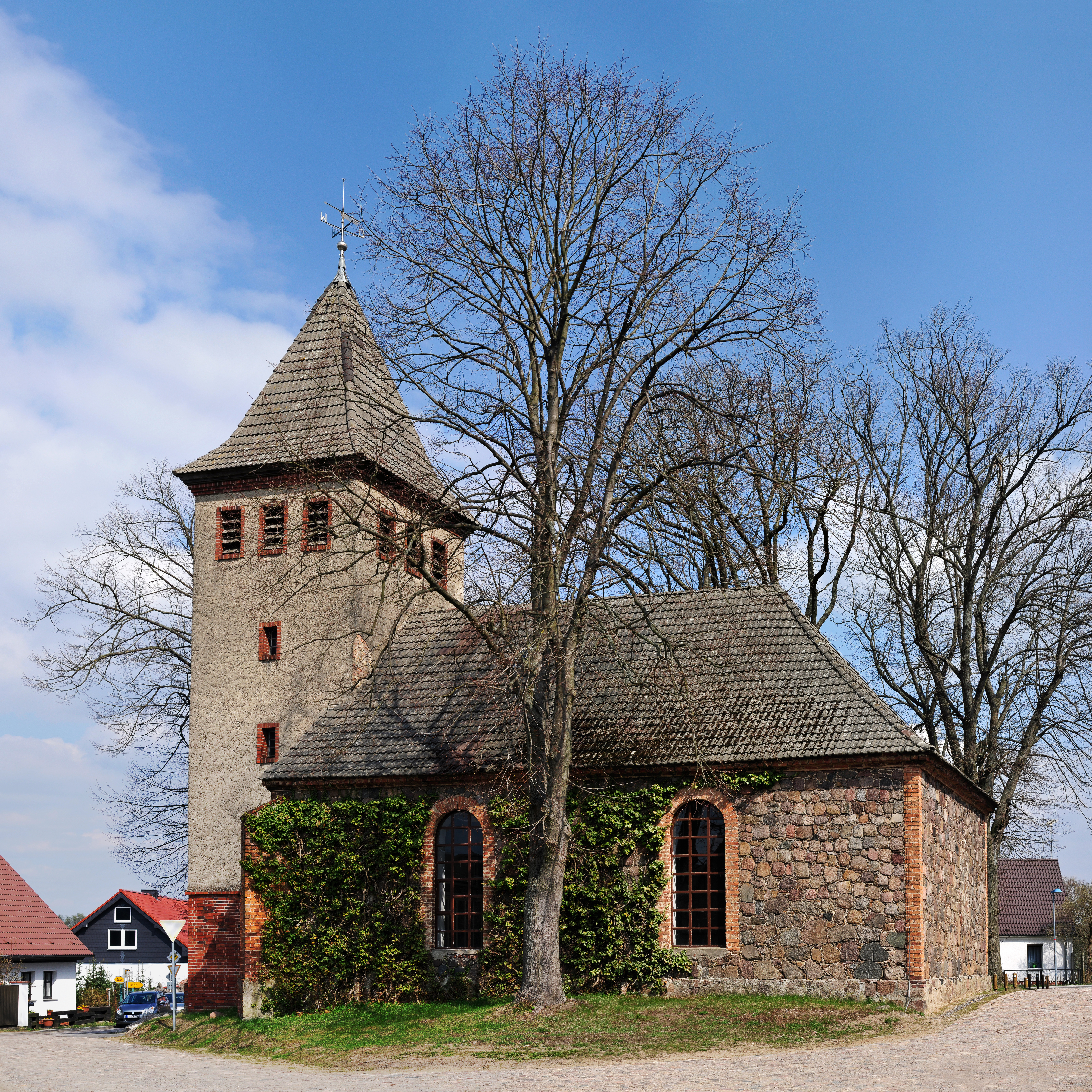
Dorpskerk van Senftenhütte